# Mihailo Milutinović
Mihailo Milutinović (in serbo Михаило Милутиновић?; Belgrado, 14 febbraio 1995) è un ex calciatore serbo, di ruolo difensore.

## Carriera
Il 25 febbraio 2021 viene acquistato a titolo definitivo dalla squadra georgiana del Samt'redia.

## Statistiche

### Presenze e reti nei club
Statistiche aggiornate al 3 marzo 2021.
| Stagione        | Squadra          | Campionato      | Campionato | Campionato | Coppe nazionali | Coppe nazionali | Coppe nazionali | Coppe continentali | Coppe continentali | Coppe continentali | Altre coppe | Altre coppe | Altre coppe | Totale | Totale |
| Stagione        | Squadra          | Comp            | Pres       | Reti       | Comp            | Pres            | Reti            | Comp               | Pres               | Reti               | Comp        | Pres        | Reti        | Pres   | Reti   |
| --------------- | ---------------- | --------------- | ---------- | ---------- | --------------- | --------------- | --------------- | ------------------ | ------------------ | ------------------ | ----------- | ----------- | ----------- | ------ | ------ |
| 2016-feb. 2017  | Mezőkövesd-Zsóry | NB1             | 0          | 0          | CU              | 0               | 0               |                    | -                  | -                  |             | -           | -           | 0      | 0      |
| feb.-giu. 2017  | Kozármisleny     | NB2             | 9          | 0          | CU              | 0               | 0               |                    | -                  | -                  |             | -           | -           | 9      | 0      |
| 2017-2018       | Zemun            | SL              | 13         | 0          | CS              | 1               | 0               |                    | -                  | -                  |             | -           | -           | 14     | 0      |
| 2018-2019       | Zemun            | SL              | 9          | 0          | CS              | 2               | 0               |                    | -                  | -                  |             | -           | -           | 11     | 0      |
| Totale Zemun    | Totale Zemun     | Totale Zemun    | 22         | 0          |                 | 3               | 0               |                    | -                  | -                  |             | -           | -           | 25     | 0      |
| 2019-2020       | Spartak Subotica | SL              | 3          | 0          | CS              | 1               | 0               |                    | -                  | -                  |             | -           | -           | 4      | 0      |
| 2020-feb. 2021  | Rad Belgrado     | SL              | 6          | 0          | CS              | 0               | 0               |                    | -                  | -                  |             | -           | -           | 6      | 0      |
| 2021            | Samt'redia       | EL              | 1          | 0          | CG              | 0               | 0               |                    | -                  | -                  |             | -           | -           | 1      | 0      |
| Totale carriera | Totale carriera  | Totale carriera | 41         | 0          |                 | 4               | 0               |                    | -                  | -                  |             | -           | -           | 45     | 0      |